# Jemal Tabidze
Jemal "Jimmy" Tabidze (tiếng Gruzia: ჯემალ "ჯიმი" ტაბიძე, đã Latinh hoá: tr, phát âm [d͡ʒɛmɑl d͡ʒimi tʼɑbid͡zɛ]; sinh ngày 18 tháng 3 năm 1996) là một cầu thủ bóng đá người Gruzia, hiện tại thi đấu ở vị trí trung vệ cho Ufa.

## Sự nghiệp câu lạc bộ
Sau khi bắt đầu sự nghiệp ở Pirveli Liga cùng với FC Saburtalo Tbilisi, anh gia nhập câu lạc bộ Bỉ K.A.A. Gent vào tháng 7 năm 2015. Anh thi đấu cho đội dự bị, không ra sân trận nào cho đội một.
Vào ngày 14 tháng 2 năm 2017, anh gia nhập câu lạc bộ tại Giải bóng đá ngoại hạng Nga FC Ural Yekaterinburg theo dạng cho mượn đến hết của mùa giải 2016–17.
Ngày 1 tháng 7 năm 2017, anh ký bản hợp đồng dài hạn cùng với F.K. Ufa.

## Quốc tế
Anh có màn ra mắt cho Đội tuyển bóng đá quốc gia Gruzia vào ngày 23 tháng 1 năm 2017 trong trận giao hữu với Uzbekistan.

### Bàn thắng quốc tế
Tỉ số và kết quả liệt kê bàn thắng của Gruzia trước.
| #  | Ngày                | Địa điểm                                     | Đối thủ | Tỉ số | Kết quả | Giải đấu |
| -- | ------------------- | -------------------------------------------- | ------- | ----- | ------- | -------- |
| 1. | 27 tháng 3 năm 2018 | Sân vận động Mikheil Meskhi, Tbilisi, Gruzia | Estonia | 1–0   | 2–0     | Giao hữu |

## Thống kê sự nghiệp
Tính đến 13 tháng 5 năm 2018
| Câu lạc bộ          | Mùa giải            | Giải vô địch                | Giải vô địch | Giải vô địch | Cúp     | Cúp       | Châu lục | Châu lục  | Tổng cộng | Tổng cộng |
| Câu lạc bộ          | Mùa giải            | Hạng đấu                    | Số trận      | Bàn thắng    | Số trận | Bàn thắng | Số trận  | Bàn thắng | Số trận   | Bàn thắng |
| ------------------- | ------------------- | --------------------------- | ------------ | ------------ | ------- | --------- | -------- | --------- | --------- | --------- |
| Saburtalo Tbilisi   | 2013–14             | Erovnuli Liga 2             | 18           | 0            | 0       | 0         | –        | –         | 18        | 0         |
| Saburtalo Tbilisi   | 2014–15             | Erovnuli Liga 2             | 19           | 2            | 1       | 0         | –        | –         | 20        | 2         |
| Saburtalo Tbilisi   | Tổng cộng           | Tổng cộng                   | 37           | 2            | 1       | 0         | 0        | 0         | 38        | 2         |
| Ural Yekaterinburg  | 2016–17             | Giải bóng đá ngoại hạng Nga | 3            | 0            | 1       | 0         | –        | –         | 4         | 0         |
| Ufa                 | 2017–18             | Giải bóng đá ngoại hạng Nga | 20           | 0            | 1       | 0         | –        | –         | 21        | 0         |
| Tổng cộng sự nghiệp | Tổng cộng sự nghiệp | Tổng cộng sự nghiệp         | 60           | 2            | 3       | 0         | 0        | 0         | 63        | 2         |